# David Fantazzini
David Fantazzini (São Paulo, 9 de julho de 1975) é um cantor de música gospel brasileiro.

## Biografia
Foi o primeiro vocalista da banda Praise Machine e participou do programa Fama em 2002. É membro da Igreja Bola de Neve. Atualmente, mora na cidade de Sorocaba.
Em 3 de outubro de 2005 assinou contrato com a gravadora 3R Produções Artísticas. Em março de 2006 lançou o CD Tempo de restituição, com o selo da gravadora em parceria com a Line Records.
Em 18 de março de 2009, David Fantazzini fechou contrato com a Graça Music e lançou o disco Aqui Estou eu. Este disco é composto por dez faixas, sendo duas com participações especiais (Dany Grace e PG). A música Aqui Estou eu é uma tradução da Música Aqui Estoy do cantor gospel mexicano Jesús Adrián Romero.
Em 2011, o cantor participou da Coletânea Românticos, em que ele cantou a música Por Toda a Vida, música de sua autoria.
Recentemente foi lançado o CD Minhas Canções na Voz de David Fantazzini, álbum em que todas as músicas serão compostas por R. R. Soares. Outros cantores como Fernandes Lima, André Valadão e Carmem Silva já participaram do projeto.

## Discografia[8]
- 2002: Amigo de Deus
- 2006: Tempo de Restituição
- 2006: Tempo de Restituição - Ao Vivo (DVD)
- 2009: Aqui estou Eu
- 2011: Minhas Canções na Voz de David Fantazzini (R. R. Soares)